# Station Przemyśl Zasanie
Station Przemyśl Zasanie is een spoorwegstation in de Poolse plaats Przemyśl.